# 神戶證券交易所
神戶證券交易所（日语：／ Kōbeshōkentorihikijo）為位于日本兵庫縣神戶市中央区的一家証券交易所。二戰期間曾暫停交易，戰後於1949年7月恢復交易，直到1967年10月停止交易而廢止。廢止時，該所的上市公司轉到大阪證券交易所交易。
證交所的建築由關西地區代表性的建築師渡邊節所設計，於1934年竣工啟用。1967年10月停止交易後，建物由朝日新聞社神戶分局及朝日會館等單位所使用，之後改建為地上25層、地下2層的神戶朝日大廈，低樓層復原了原本證交所建築的外觀，大樓於1994年2月完工。

## 曾經在神戶證券交易所的上市公司
()内為股票代碼
- 増田製粉所 (2008)
- 六甲バター (2266)
- 伊藤ハム (2284)
- ビオフェルミン製薬 (4517)
- バンドー化学 (5195)
- 株式会社タクマ(6013)
- 神戸発動機 (6016)
- アシックス {旧;オニツカ}　 (7936)
- 神姫合同自動車（現・神姫バス） (9083)
- 神戸銀行　(現・三井住友銀行）

## 相关條目
- 神戶朝日大廈